# Ciudad Creativa de Telliskivi

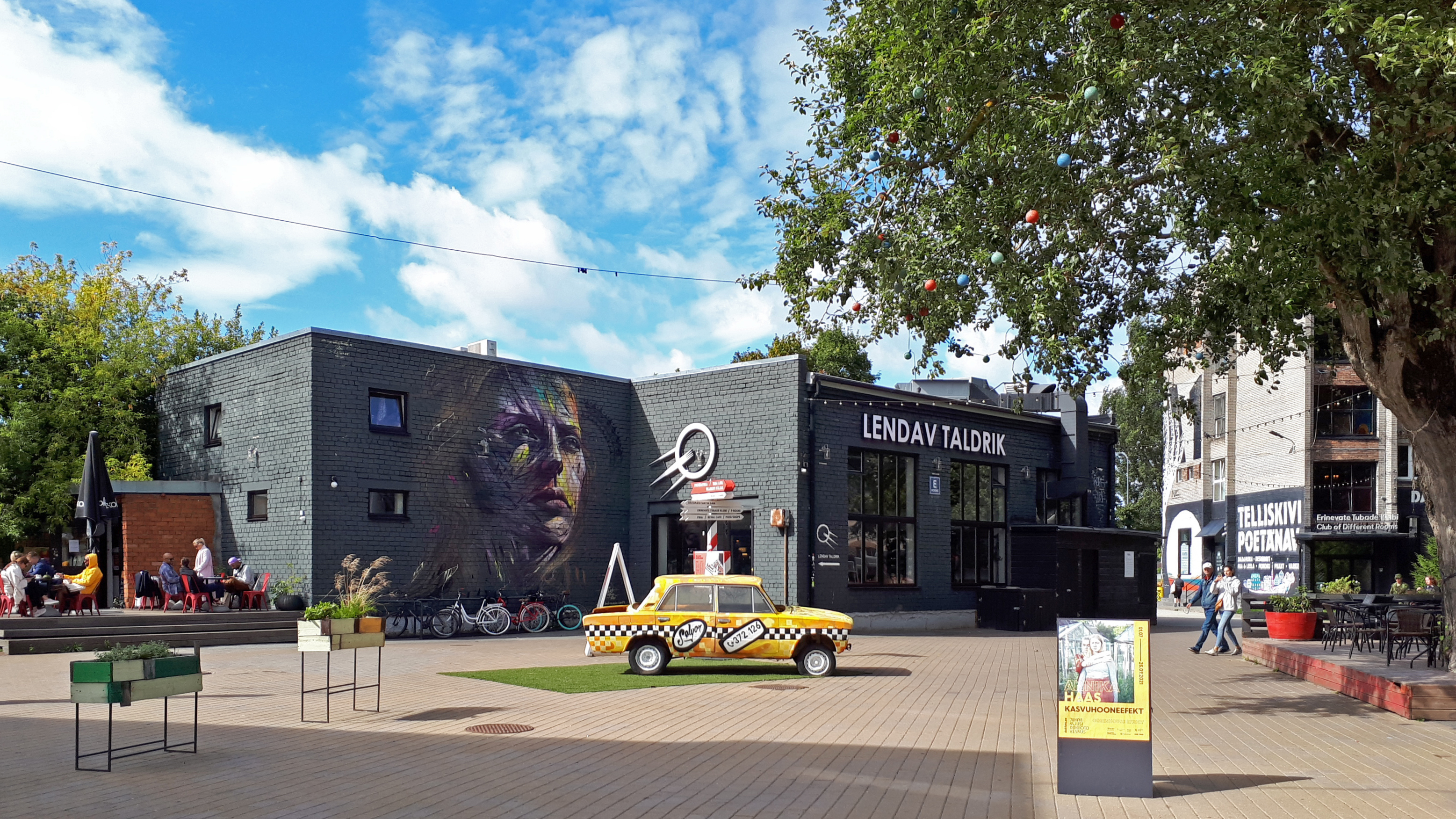
Vista de la Ciudad Creativa de Telliskivi.

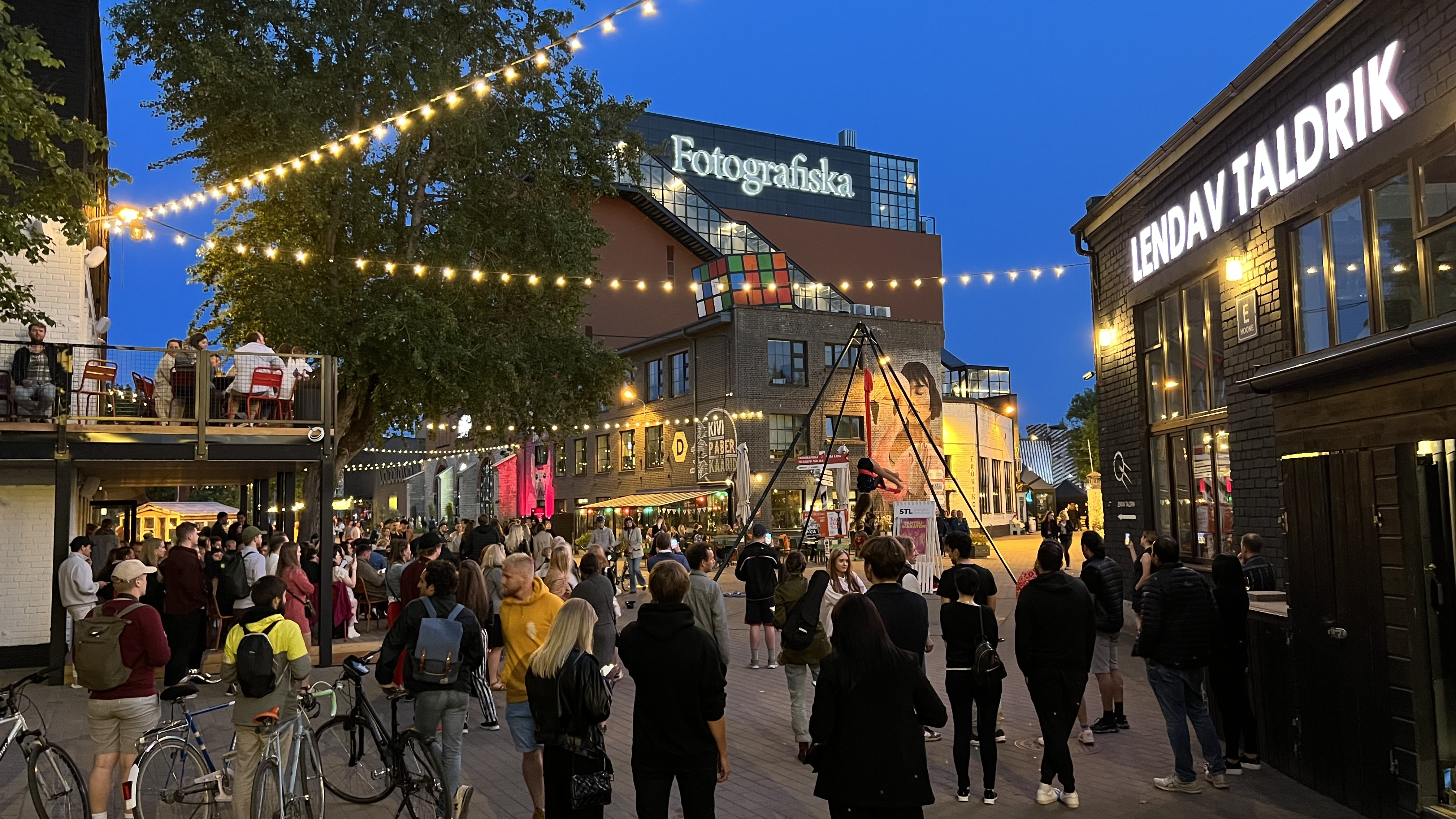
La Ciudad Creativa de Telliskivi por la noche.

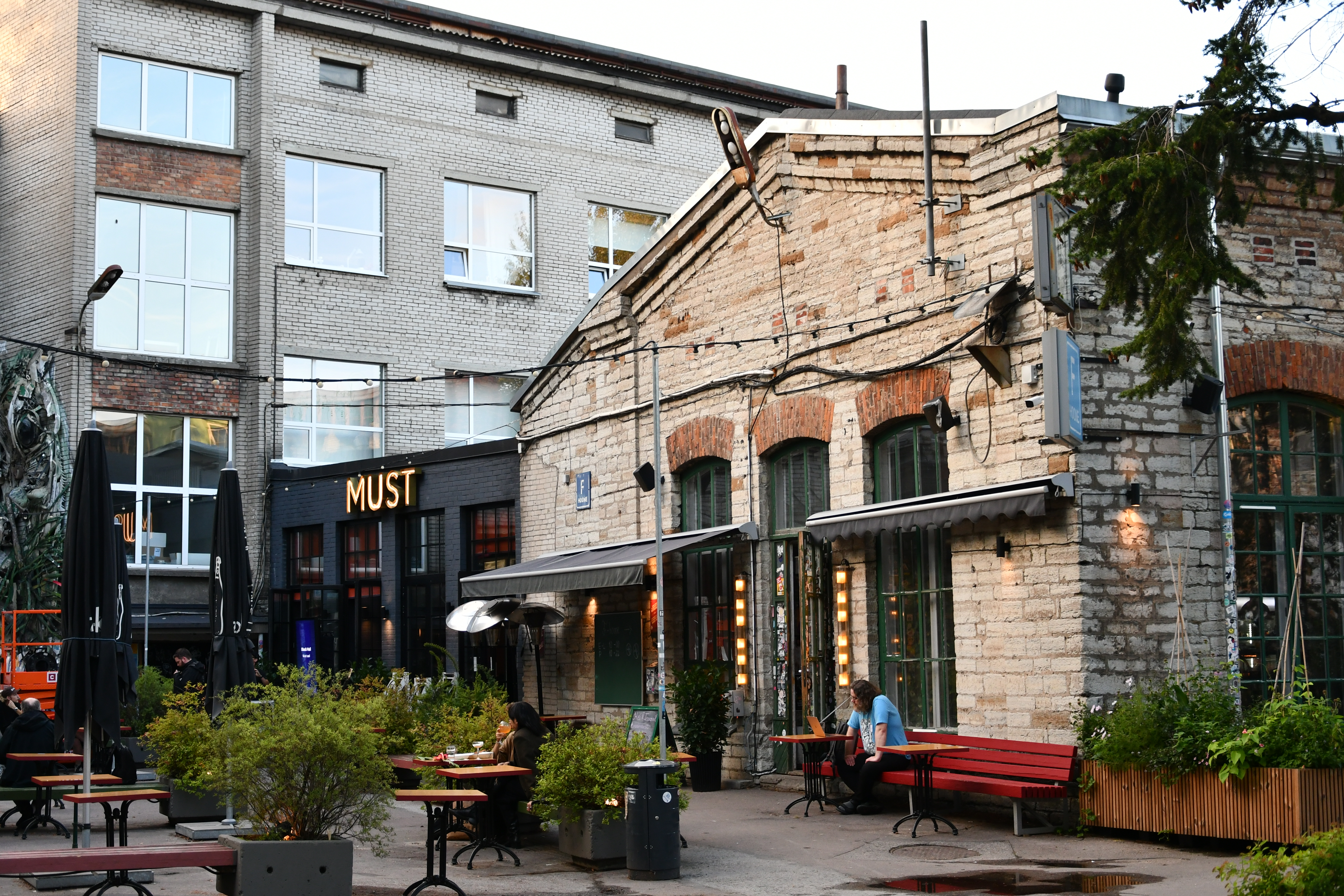
El edificio F, uno de los más antiguos de la Ciudad.

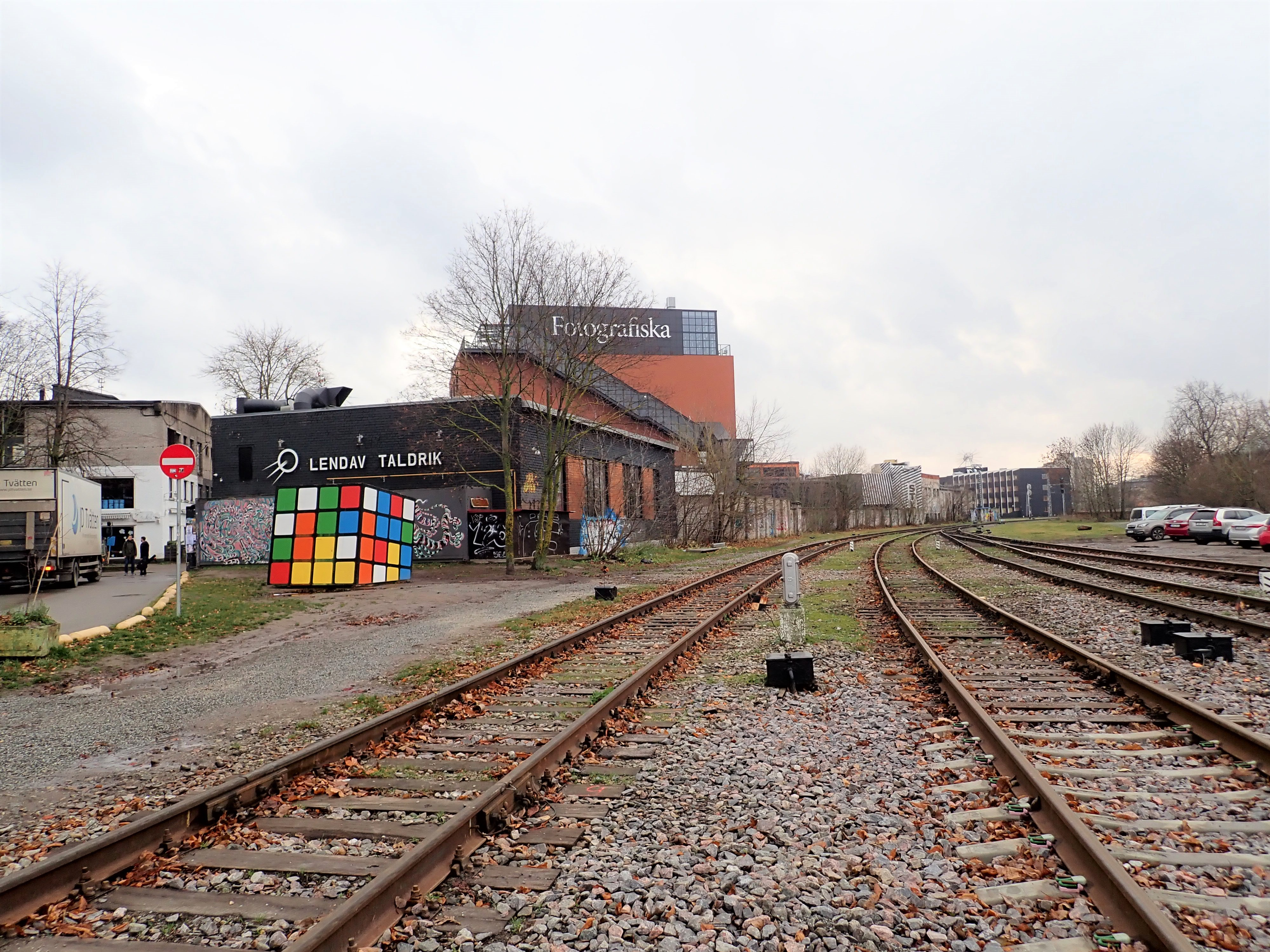
Un cubo de Rubik en la Ciudad Creativa de Telliskivi. Al fondo puede verse el centro Fotografiska.

La Ciudad Creativa de Telliskivi (en estonio: Telliskivi Loomelinnak) es un complejo cultural situado en la calle Telliskivi, en el barrio de Kalamaja, al norte de Tallin (Estonia). El centro sirve de plataforma para la comunidad creativa de Estonia y se encuentra en los terrenos de la antigua fábrica de los Ferrocarriles Bálticos, que tras la ocupación y anexión de Estonia a la URSS pasó a denominarse «Fábrica Kalinin».
Telliskivi es un ejemplo de zona en la que se ha dado un uso nuevo y moderno a un antiguo complejo industrial a gran escala de la era soviética, que antes de la Segunda Guerra Mundial se dedicaba principalmente a la reparación y construcción de locomotoras y vagones, y a lo largo de las décadas pasó a fabricar dispositivos semiconductores para el programa espacial soviético y componentes eléctricos para centrales eléctricas, ferrocarriles, la industria de defensa y aeropuertos. Tras la independencia de Estonia la fábrica fue privatizada y se reubicó en una zona más alejada del centro urbano. La zona permaneció en un estado de abandono hasta que a mediados de los años 2000 se decidió renovar los edificios de la antigua fábrica y darles un uso cultural.
La Ciudad Creativa fue fundada en 2007 por Jaanus Juss, que también es el director general de OÜ Telliskivi Maja, la empresa que gestiona el complejo. No obstante, la zona no tomaría impulso hasta el año 2009, cuando el Festival de Cine Noches Negras de Tallin (PÖFF) trasladó allí su sede. Posteriormente se comenzó a celebrar un mercadillo semanal y se inauguró una pista de patinaje llamada Haigla.
En la actualidad, la Ciudad Creativa de Telliskivi consta de una decena de edificios y una superficie total de más de 25.000 m². Alberga más de 300 empresas, el 90% de ellas del ámbito cultural y creativo, así como cerca de 30 tiendas y una docena de establecimientos de restauración, dos teatros, siete galerías y varias salas de conferencias y seminarios. El centro acoge cerca de mil eventos culturales al año, a los que asisten casi un millón de personas, como por ejemplo el festival de arte «Ma ei saa aru», el festival de jazz Jazzkaar, la Semana de la Música de Tallin y muchos otros. Además, cuenta con locales de ensayo para bandas de música, zonas de juegos infantiles, exposiciones al aire libre y terrazas de verano.
El complejo alberga numerosos espacios expositivos, como la Galería Vaal, el Centro de Fotografía Documental «Juhan Kuus» y las galerías al aire libre Loomelinnaku Väligalerii y Kolme Puu galerii («Galería de los Tres Árboles»), esta última centrada en temas de relevancia social. En las zonas exteriores del recinto se pueden contemplar numerosas obras de arte urbano.
En 2019 se inauguró el centro internacional de arte fotográfico Fotografiska en el remodelado y ampliado edificio industrial Punane Maja («Casa Roja»). También cuenta con una cafetería y un restaurante que se pueden visitar sin necesidad de adquirir una entrada al museo. El restaurante está dirigido por el chef Peeter Pihel, y en 2022 fue galardonado con una estrella verde Michelin.